# Finnböle, Gävle kommun
Finnböle är en by i Hedesunda socken i Gävle kommun. SCB klassade byn som en småort till 2005. Från 2015 klassas den åter som en småort.
Byn Finnböle tillhör området Bodarna.  
Finnböle finns med i skriftliga källor från år 1605. 